# Sylwia Julito
Sylwia Maria Julito, (z domu Gembalczyk), później Kozłowska (ur. 28 marca 1929 w Świętochłowicach, zm. 14 grudnia 2012 w Niemczech) − polska florecistka, trenerka, olimpijka z Rzymu 1960.

## Życiorys
Urodziła się 28 marca 1929 w Świętochłowicach. Jej rodzicami byli Bernard Paweł i Franciszka Gertruda (z domu Sośnica). Ukończyła miejscowe Liceum Ogólnokształcące. W latach 1955–1963 reprezentowała Górnik Katowice a w latach 1964–1968. GKS Katowice. Indywidualnie w latach 1957–1959 i w 1962 była mistrzynią Polski. W 1961 zdobyła wicemistrzostwo kraju, a w 1955 roku brązowy medal mistrzostw Polski. Drużynowo mistrzostwo Polski zdobywała 10-krotnie w latach 1957–1960, 1962–1966, i 1968 roku.
Uczestniczka mistrzostwach świata w roku 1957 i w 1959
Na igrzyskach olimpijskich w 1960 wystartowała w turnieju floretowym zarówno indywidualnie (odpadła w ćwierćfinale) jak i w drużynie zajmując 5. miejsce. 
Po zakończeniu kariery sportowej wieloletnia nauczycielka szermierki w klubie Pałac Młodzieży w Katowicach.
Do jej wychowanek należą m in: Mariola Mucha, Iwona Baron – Burian, Barbara Malik, Barbara Szewczyk – Wolnicka.
Odznaczona Złotym Krzyżem Zasługi.